# 電信普及服務管理辦法
電信普及服務管理辦法為中華民國中央法規之一，原由行政院交通部發布；在2006年《通訊傳播基本法》與《國家通訊傳播委員會組織法》分別於2004年1月7日及2004年11月9日通過立法並公布施行後，2006年2月22日起，由正式成立的國家通訊傳播委員會（下簡稱「通傳會」）承接原交通部電信總局掌理事項，《電信法》中部分事務之主管機關改隸為通傳會，賡續因應台灣電信產業市場結構與技術發展之動態而調修該辦法。
該辦法改由通傳會主管。該辦法最主要目的為規範中華民國的電信業者，不得以成本虧損為由，對偏遠地區及特定用戶收取高額費用，以彌補其建設成本之支出。至於業者因此所衍生之虧損，可經由行政程序向電信主管機關報備提出有公信力之損失換算金額，並統由中央機關核發給予電信業者。
電信普及服務管理辦法性質為行政立法，也是中華民國《電信法》的子法。除此，該辦法也是因應世界貿易組織（World Trade Organization, WTO）競爭監管之六項原則主要內容之一。

## 法條背景與沿革
1996年2月，因應世界自由貿易趨勢與進入WTO等所需，台灣電信制度大幅改變，從之前電信總局獨占經營模式改為自由化開放經營型態。自此，電信資費隨電信自由化之落實而漸趨合理化，並逐漸消除交叉補貼之現象。
因為於自由競爭環境中，成本與利潤為電信業者主要經營要件，為避免相關業者考量其投資效益與競爭能力，大幅提高電信資費或對偏遠地區與特定用戶收取高額費用，特研擬頒定電信普及服務管理辦法。
經過長期討論與聽證後，在取得業者與消費機關兩方共識後，2001年6月15日，台灣電信主要管理中央機關交通部發布了電信普及服務管理辦法，該辦法共有五章28條文，並於同年7月6日施行。該法除了明定電信普及服務定義及偏遠地區電信服務圭臬外，也確定由中央政府補助電信業者虧損金額的立法方向。
因為2001年至2006年間台灣電信環境大幅改變，該辦法亦數度小幅修正，以因應台灣社會現況。

## 普及服務定義
電信普及服務為中華民國政府因應電信自由化所衍生的相應對策，其最主要內涵為希冀於電信自由競爭型態下，各地台灣居民仍得按合理價格公平享有一定品質之必要電信服務。在此普及服務的概念下，中華民國政府將其電信服務目標定為：
- 付得起（Affordability）：台灣任何地區之民眾均可接受之電信費率。
- 可接取（Accessibility）：台灣任何地區之民眾均可接取電信服務。
- 有效性（Availability）：台灣任何地區均可接取相同之電信服務。
- 服務品質（Quality of Service, QoS）：台灣都會區與偏遠地區之電信服務品質相同。
- 參與社會（Social Participation）：台灣各地民眾均可透過電信服務參與社經活動，維護個人權益。

《電信法》第20條規定：「為保障國民基本通信權益，交通部得依不同地區及不同服務項目指定第一類電信事業提供電信普及服務。（第1項）前項所稱電信普及服務，指全體國民，得按合理價格公平享有一定品質之必要電信服務。為達普及服務目的，應成立電信事業普及服務基金。（第2項）電信普及服務所生虧損及必要之管理費用，由交通部公告指定之電信事業依規定分攤並繳交至電信事業普及服務基金。（第3項）電信普及服務範圍、普及服務地區之核定、提供者之指定及虧損之計算與分攤方式等事項之管理辦法，由交通部訂定之。（第4項）電信事業普及服務基金，非屬《預算法》所稱之基金。（第5項）」
基此，電信普及服務制度之目的為「保障國民的基本通信權益」，使全體國民「得按合理價格公平享有一定品質之必要電信服務」，因此，需要成立「電信事業普及服務基金」，以因應業者提供普及服務將造成成本高於營收而生之虧損問題，並授權由主管機關指定電信業者依規定攤分，以作為提供電信普及服務所生虧損及必要管理費用之經費來源 。
而同條第5項規定電信普及服務基金「非屬《預算法》所稱之基金」，定位其屬於「虛擬基金」，也即並無實質款項於該專戶內，係由主管機關公告指定業者為「普及服務分攤者」，共同分攤與繳交提供電信普及服務所生虧損及必要管理費用，由普及服務分攤者將應分攤金額存入指定之電信事業普及服務基金存款專戶後，再由第一線佈建、維運基礎設施且提供普及服務之「普及服務提供者」受領主管機關所核准之補助金額。簡言之，其本質其實僅是一種量出為入、即期清算完畢、且不會有經費剩餘的「清算機制」，與美日等國的普及服務基金屬「實體基金」，而需指定基金管理法人有所不同。

## 範圍
電信普及服務之範圍，依照《電信普及服務管理辦法》第4條第1項規定，包括語音通信普及服務及數據通信接取普及服務。
語音通信服務，依《電信普及服務管理辦法》第2條第1項第2款之定義為：利用公眾電信網路，使發信端與受信端兩者互通之電話服務。現行語音通信服務提供普及服務之項目包括「不經濟公用電話服務」與「不經濟地區電話服務」兩種。在2006年前尚包括免費海岸電臺船舶遇險及安全通信服務，於通傳會成立後，該年10月修正同辦法，以「海岸電臺遇險及安全通信服務係屬公共性業務，宜由國家負責，以使電信事業普及服務基金發揮應有之功能及效率，避免加諸不當之義務於普及服務分攤者」為由，刪除該項目（通傳營字第09505107660號令參照）。
而數據通信接取服務，依《電信普及服務管理辦法》第2條第1項第3款之定義為：利用有線或無線寬頻通信網路接取網際網路之服務。數據通信服務提供之普及服務項目依照同辦法第11條規定，包括「不經濟地區數據通信接取服務」以及「優惠資費提供中小學校、公立圖書館數據通信接取服務」。不經濟地區數據通信接取服務之普及服務，係於2006年修正電信普及服務管理辦法時所增列，目的即為促進弱勢權益保護及數據通信接取服務之普及近用（通傳企字第09505154240號令參照）。
主管機關通傳會並基此即陸續以「村村有寬頻」計畫與「部落（鄰）有寬頻」以及「村里有高速寬頻」計畫進行偏鄉連網的數據通信接取普及服務。「村村有寬頻」計畫為2007年通傳會於指定電信業者於偏遠地區於全國46個村提供數據通信接取普及服務，建設寬頻網路，要求各該電信業者於該村提升寬頻上網速率至2 Mbps以上。而後為推動普及服務至更偏鄉偏遠之離島及部落等地區於2008年提出「部落（鄰）有寬頻」。自2008年起至2011年陸續公告指定電信業者於偏鄉部落鄰提供寬頻上網建設，要求各該電信業者於該部落（鄰）至少有2 Mbps之上網速率 。自2012年開始推動偏鄉「村里有高速寬頻」政策，其政策為提升全國偏鄉82個村里可供裝12 Mbps以上，既有寬頻戶為基礎之寬頻上網平均涵蓋率 。依照通傳會的資料，至2018年為止，全國偏鄉85個村里可供裝12 Mbps以上既有寬頻戶為基礎寬頻上網平均涵蓋率已達到97%，並觸及304個村(里)及514個部落鄰。
而電信普及服務之範圍無論在語音通信服務或數據通信接取服務，其提供地區原則上以「不經濟地區」為主。依《電信普及服務管理辦法》第2條第1項第11款，不經濟地區之定義為「普及服務提供者於偏遠地區為提供電話服務或數據通信接取服務所投入之可避免成本大於棄置營收，且經主管機關核准之第一類電信事業網路單一交換機房或行動寬頻基地臺服務區域。」即在偏遠地區中提供電信服務所投入可避免成本大於棄置營收之服務區域。其中「偏遠地區」，依照同辦法第2條第1項12款之規定，定義為「人口密度低於全國平均人口密度五分之一之鄉（鎮、市、區），或距離直轄市、縣（市）政府所在地七．五公里以上之離島。」另為照顧鄰近偏遠地區民眾、提高業者建設意願，使其能以合理價格享有必要之電信服務，以有效縮減城鄉數位落差，於108年2月新增第2條第2項，將與偏遠地區相鄰、人口密度介於全國平均人口密度五分之一至四分之一之鄉（鎮、市、區）且提供電話服務或數據通信接取服務所投入之可避免成本大於棄置營收之單一交換機房服務區域納為補助範圍。該服務區域地區認定，除上述客觀標準外，經主管機關考量距最近火車站之最短行車距離、常規電力或電信供應等基礎設施缺乏或不足或住戶可支配收入是否充足等因素予以核准後，其效果視為偏遠地區。基此，電信普及服務之不經濟地區，指偏遠地區中提供電信服務所需成本高於營收之服務區域。

## 補貼原則
普及服務提供之電信業者所衍生的費用，依照電信普及服務管理辦法規定，由台灣政府補助。其方式由電信業者於實施年度次年5月1日前，檢具普及服務補助金額數據與相關資料，向電信總局申請審核該實施年度之補助。而其普及服務補助申請書載明下列事項包含包括普及服務項目之普及率、服務品質改善成效、會計師查核簽證後之各項普及服務淨成本、所要求之補助金額等等。

## 近期發展
2018年3月寬頻網路建設的主要技術工法為ADSL與光纖寬頻（FTTH），2至8 Mbps之ADSL的寬頻涵蓋率約為98％（偏遠地區約97％）；100 Mbps之光纖寬頻的涵蓋率則超過90％（偏遠地區約63%）。
為因應政府政策及依各部會、民眾對高速寬頻之需求，通傳會於2019年3月電信事業普及服務基金管理委員會議審議通過，規劃未來4年（2020年至2023年）將偏遠地區數據通信接取普及服務由12 Mbps升速至100 Mbps，預估建置完成後，寬頻速率100 Mbps以上之偏鄉寬頻到戶涵蓋率可進一步提升至70%。
在電信普及服務法制以外，行政院為持續優化寬頻基礎環境、並發展新興寬頻應用服務，推動「數位國家•創新經濟發展方案（106~114）」（DIGI+方案）項下的「數位創新基礎環境行動計畫」，2017年底1 Gbps等級家戶涵蓋率為40.89％，預計2020年將達90％，且偏遠地區鄉鎮市區公所均可接取之具體目標。

### 腳註
1. ↑  國家通訊傳播委員會. . 國家通訊傳播委員會. 2014-07-31  [2019-04-26]. （原始内容存档于2020-07-15）.
2. ↑  國家通訊傳播委員會. . 國家通訊傳播委員會. 2010-08-04  [2019-04-26]. （原始内容存档于2019-05-02）.
3. ↑  國家通訊傳播委員會. . 全國法規資料庫. 2019-02-14  [2019-04-26]. （原始内容存档于2019-05-02）.
4. ↑  國家通訊傳播委員會. . 全國法規資料庫. 2019-02-14  [2019-04-26]. （原始内容存档于2019-05-02）.

### 其他
- 中華民國交通部，電信普及服務管理辦法草案總說明 （页面存档备份，存于），1999年1月
- 電信普及服務管理辦法 （页面存档备份，存于）
- 如意淼，《通訊雜誌－電信消費新觀念與電信普及服務》，2002年
- 江耀國、林雅惠，〈普及服務〉，收錄於江耀國主編：《電信法》，2017年。
- 行政院數位國家創新經濟推動小組，DIGI+方案：數位創新基礎環境，2017年。

## 外部連結
- 電信普及服務管理辦法
- 國家通訊傳播委員會，102年通訊傳播績效報告，2014年
- 國家通訊傳播委員會，圖像統計專區 （页面存档备份，存于）